# Musée Cantini
Das Musée Cantini ist ein Kunstmuseum im 6. Arrondissement von Marseille. Es geht auf eine Stiftung des Bildhauers Jules Cantini (1826–1916) zurück und zeigt überwiegend Kunst des 20. Jahrhunderts.

## Geschichte
Das Museum geht zurück auf eine Stiftung des Bildhauers Jules Cantini. Er hinterließ der Stadt Marseille 1916 seine Kunstsammlung und sein Wohnhaus in der Rue Grignan im 6. Arrondissement der Stadt. Zusammen sollten sie den Grundstock für ein neu zu gründendes Kunstmuseum bilden. Das Haus ist ein Hôtel particulier aus dem 17. Jahrhundert, das 1694 von der Compagnie du Cap Nègre erbaut wurde. Von 1709 bis 1801 lebte hier die Familie Montgrand und danach verschiedene Besitzer, bevor es 1888 Cantini erwarb. Das Gebäude ist nach seinem Tod für museale Zwecke umgebaut worden und öffnete 1936 als Museum für moderne Kunst. Seit dieser Zeit sind die Sammlungen durch Ankäufe und Schenkungen erheblich vergrößert worden.

## Sammlung

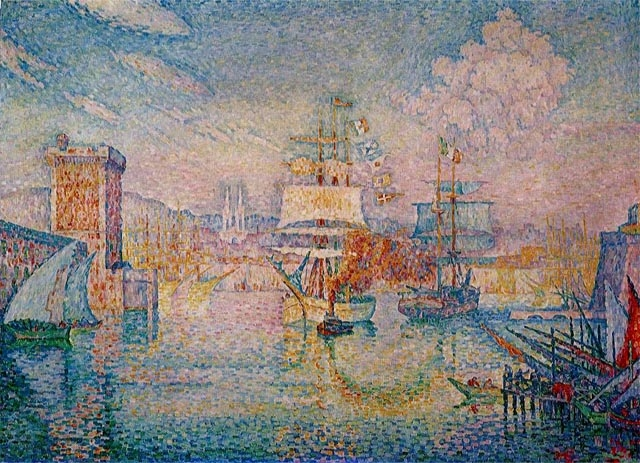
Paul Signac: Entrée du port de Marseille

Das Museum zeigt vor allem Kunstwerke aus dem 20. Jahrhundert. Bei den zu Beginn des Jahrhunderts entstandenen Werken gibt es wiederholt regionale Bezüge zur Landschaft am Mittelmeer. Beispiele hierfür sind die pointillistische Stadtansicht Entrée du port de Marseille von Paul Signac aus dem Jahr 1911 oder das Landschaftsbild Pinède à Cassis im Stil der Fauves von André Derain von 1907. Auch das von Paul Cézanne beeinflusste Bild Usine à l’estaque von Raoul Dufy aus dem Jahr 1908 zeigt eine Landschaft im südlichen Frankreich.
Weitere bedeutende Werke im Museum gehören zur Stilrichtung des Surrealismus. Hierunter befinden sich beispielsweise die Gemälde Monument aux oiseaux von Max Ernst von 1927 oder Antille von André Masson aus dem Jahr 1946. Bereits um 1900 entstand das Männerbildnis Académie d’homme von Henri Matisse. Von Pablo Picasso besitzt das Museum das eher dunkle Bild Tête de femme souriante von 1943. Aus der Zeit nach dem Zweiten Weltkrieg stammen Gemälde wie das Portrait de Diego ou Tête noire von Alberto Giacometti, Nature morte à la lampe von Balthus, Vénus du trottoir von Jean Dubuffet oder ein Selbstporträt von Francis Bacon.